# دونكان كينيدي
دونكان كينيدي (بالإنجليزية: Duncan Kennedy)‏ هو متسابق على الجليد بمزلاجة أمريكي، ولد في 20 ديسمبر 1967 في بورلينغتون ‏ في الولايات المتحدة.

## وصلات خارجية
- دونكان كينيدي على موقع أوليمبيديا (الإنجليزية)